# Merlo partido
Merlo egy partido Argentína középpontjától keletre, Buenos Aires tartományban. Székhelye Merlo.

## Népesség
A partido népessége a közelmúltban a következőképpen változott:
| Év   | Lakosság |
| ---- | -------- |
| 2001 | 468 448  |
| 2010 | 528 494  |